# Francis Darwin
Sir Francis “Frank” Darwin (Down House, Downe, Kent, 16 de agosto de 1848 – 19 de setembro de 1925) foi um botânico britânico.

## Biografia

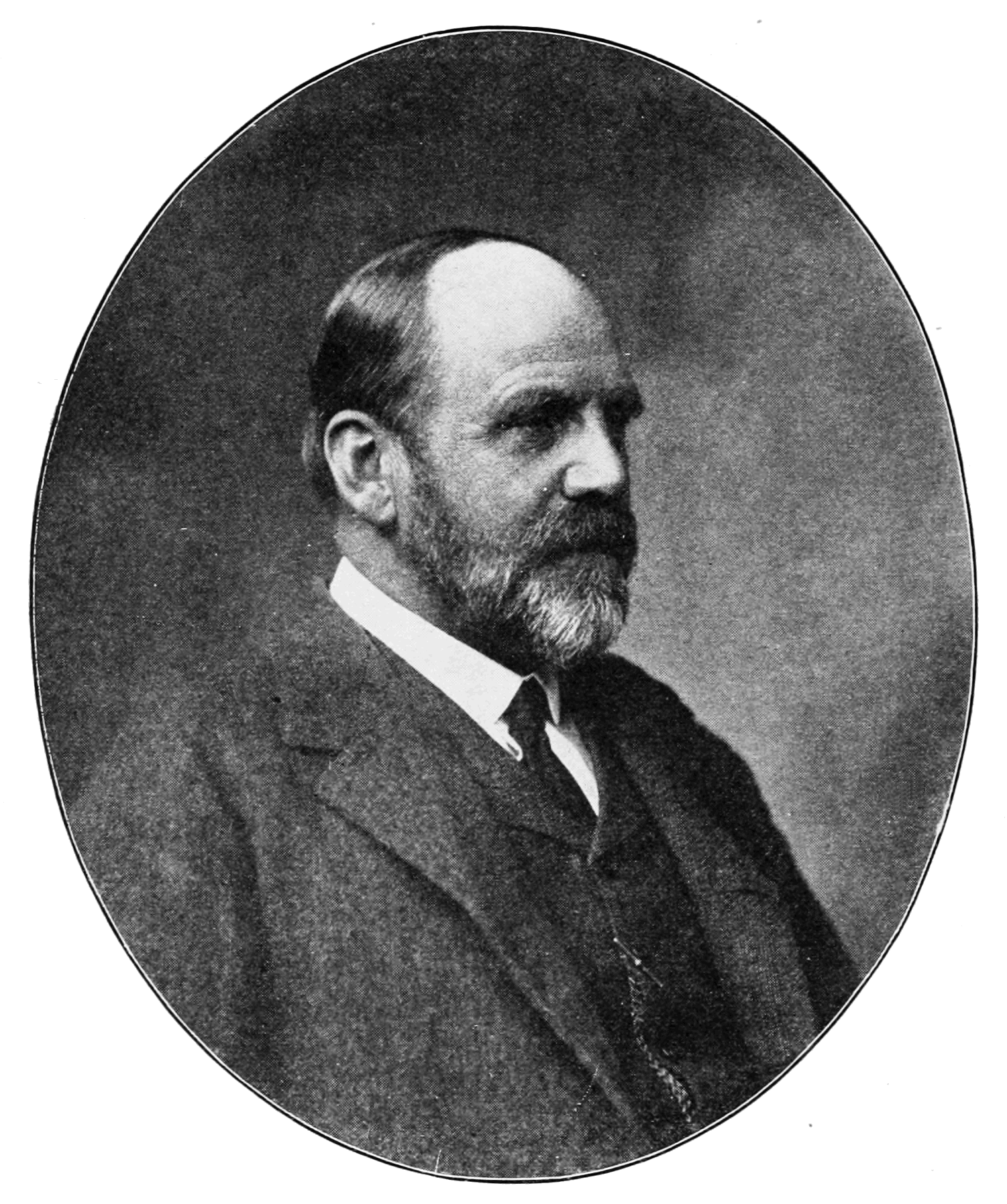
Francis Darwin no ano 1910

Foi o terceiro filho de dez crianças de Charles Darwin (1809–1882) e sua esposa Emma. Estudou no Trinity College de Cambridge, primeiro matemática e posteriormente ciências naturais, diplomando-se em 1870. Estudou medicina na Escola Médica do Hospital St. Georges obtendo seu título de bacharel em medicina em 1875, porém jamais exerceu a profissão de médico.
Francis Darwin casou-se três vezes. O primeiro casamento foi com Amy Ruck em 1874, porém ela morreu em 1876, quatro dias após o nascimento do seu filho Bernard Darwin (1876–1961), futuro escritor de golfe. O segundo casamento foi com Ellen Crofts, união da qual nasceu Frances Crofts Darwin (1886–1960), poetisa que se casará com o poeta Francis Macdonald Cornford (1874–1943). Ellen Crofts morreu em 1903. O terceiro casamento foi em 1913 com Florence Henrietta Fisher (1854–1920), dramaturga, viúva de Frederic William Maitland (1850–1906). Em 1913, Francis Darwin recebeu o título de Sir.
Estudou e trabalhou com seu pai sobre o movimento dos vegetais, interessando-se principalmente pelo fototropismo. Suas experiências demonstraram que as cotilédones de uma semente de planta dirigem seu crescimento para a luz, comparando as respostas do crescimento com as cotilédones cobertas e descobertas. Como resultado, publicou com seu pai, em 1880, The Power of Movement in Plants. As suas observações permitiram a descoberta da auxina.
Francis Darwin assumiu como membro da Royal Society em 8 de junho de 1882, mesmo ano em que seu pai morreu. Publicou em 1887 The Autobiography of Charles Darwin, e posteriormente várias correspondências de seu pai: The Life and Letters of Charles Darwin (1887) e More Letters of Charles Darwin (1905). Editou o livro de Thomas Henry Huxley (1825–1895) On the Reception of the Origin of Species (1887).
Em 1912 recebeu a Medalha Darwin. Faleceu aos 77 anos. Está sepultado no Ascension Parish Burial Ground em Cambridge no mesmo jazigo em que está sepultado seu irmão Horace Darwin.

## Publicações
- Life and Letters of Charles Darwin (1880); (revised 2nd edition, 1887);[2] 2nd printing of revised edition, 1888
- The Power of Movement in Plants (1880)
- The Practical Physiology of Plants (1894)
- Elements of Botany (1895)
- Rustic Sounds and Other Studies in Literature and Natural History (1917)